# Indios de Mayagüez 2016-2017 (pallavolo)
Questa voce raccoglie le informazioni riguardanti gli Indios de Mayagüez nelle competizioni ufficiali della stagione 2016-2017.

## Organigramma societario
Area direttiva
- Presidente: Karimar Brown, Alex Brown

Area tecnica
- Primo allenatore: José Mieles

## Rosa
| N° | Nome                  | Ruolo | Data di nascita   | Nazionalità sportiva |
| -- | --------------------- | ----- | ----------------- | -------------------- |
| 2  | Edgardo Goás          | P     | 27 gennaio 1989   | Porto Rico           |
| 3  | Néstor Bracero        | S/O   | 1º gennaio 1991   | Porto Rico           |
| 4  | Juan Carlos Rodríguez | P     | 1º ottobre 1992   | Porto Rico           |
| 7  | Jorge Mencía          | S/O   | 14 aprile 1990    | Porto Rico           |
| 8  | Xavier Vega           | L     | -                 | Porto Rico           |
| 9  | Ángel Rivera          | C     | 12 maggio 1992    | Porto Rico           |
| 10 | Mannix Román          | C     | 17 gennaio 1983   | Porto Rico           |
| 11 | Rúben Martínez        | S     | -                 | Porto Rico           |
| 12 | Jessie Colón          | C     | 20 settembre 1984 | Porto Rico           |
| 14 | Gustavo Mejía         | S     | -                 | Porto Rico           |
| 16 | Jackson Rivera        | S     | 19 agosto 1987    | Porto Rico           |
| 17 | Saúl Morales          | L     | -                 | Porto Rico           |
| 18 | Jayson Jablonsky      | S     | 23 luglio 1985    | Stati Uniti          |
| 20 | Guillermo Rodríguez   | P     | 16 giugno 1992    | Porto Rico           |

## Mercato
| Acquisti | Acquisti         | Acquisti                 | Acquisti   |
| R.       | Nome             | da                       | Modalità   |
| -------- | ---------------- | ------------------------ | ---------- |
| P        | Edgardo Goás     | Capitanes de Arecibo     | definitivo |
| S/O      | Néstor Bracero   | Capitanes de Arecibo     | definitivo |
| L        | Xavier Vega      | Interamericana PR        | definitivo |
| C        | Jessie Colón     | Caribes de San Sebastián | definitivo |
| S        | Gustavo Mejía    | UPR Mayagüez             | definitivo |
| S        | Jayson Jablonsky | PAOK                     | definitivo |

| Cessioni | Cessioni       | Cessioni             | Cessioni   |
| R.       | Nome           | a                    | Modalità   |
| -------- | -------------- | -------------------- | ---------- |
| P        | José Guilloty  | -                    | ritirato   |
| S        | Paul Sanderson | Roeselare            | definitivo |
| C        | Luis Quiñones  | -                    | ritirato   |
| P        | Carlos López   | -                    | definitivo |
| S/O      | Alberto Bravo  | -                    | ritirato   |
| C        | Edwin Aquino   | Cariduros de Fajardo | definitivo |

## Risultati

### LVSM

#### Regular season
| 1ª giornata - 21 ottobre 2016 Coliseo Guillermo Angulo, Carolina           | Gigantes de Carolina     | 2 - 3 | Indios de Mayagüez       | 25-20, 25-21, 22-25, 23-25, 10-15 |
| 2ª giornata - 23 ottobre 2016 Palacio de Recreación y Deportes, Mayagüez   | Indios de Mayagüez       | 3 - 2 | Mets de Guaynabo         | 25-18, 21-25, 25-19, 18-25, 15-12 |
| 3ª giornata - 27 ottobre 2016 Palacio de Recreación y Deportes, Mayagüez   | Indios de Mayagüez       | 3 - 0 | Plataneros de Corozal    | 25-19, 25-23, 25-17               |
| 4ª giornata - 29 ottobre 2016 Coliseo Luis Aymat Cardona, San Sebastián    | Caribes de San Sebastián | 0 - 3 | Indios de Mayagüez       | 20-25, 24-26, 22-25               |
| 5ª giornata - 2 novembre 2016 Coliseo Gelito Ortega, Naranjito             | Changos de Naranjito     | 3 - 0 | Indios de Mayagüez       | 25-23, 25-14, 25-21               |
| 6ª giornata - 3 novembre 2016 Coliseo Carmen Zoraida Figueroa, Corozal     | Plataneros de Corozal    | 1 - 3 | Indios de Mayagüez       | 22-25, 25-19, 22-25, 22-25        |
| 7ª giornata - 11 novembre 2016 Coliseo Mario Morales, Guaynabo             | Mets de Guaynabo         | 0 - 3 | Indios de Mayagüez       | 19-25, 17-25, 25-27               |
| 8ª giornata - 13 novembre 2016 Palacio de Recreación y Deportes, Mayagüez  | Indios de Mayagüez       | 3 - 0 | Gigantes de Carolina     | 25-20, 25-23, 25-13               |
| 9ª giornata - 17 novembre 2016 Palacio de Recreación y Deportes, Mayagüez  | Indios de Mayagüez       | 3 - 0 | Cariduros de Fajardo     | 25-17, 25-19, 25-16               |
| 10ª giornata - 19 novembre 2016 Coliseo Roberto Clemente, San Juan         | Patriotas de San Juan    | 1 - 3 | Indios de Mayagüez       | 12-25, 20-25, 25-23, 28-30        |
| 11ª giornata - 25 novembre 2016 Palacio de Recreación y Deportes, Mayagüez | Indios de Mayagüez       | 2 - 3 | Caribes de San Sebastián | 25-19, 20-25, 22-25, 25-12, 10-15 |
| 12ª giornata - 1º dicembre 2016 Coliseo Tomás Dones, Fajardo               | Cariduros de Fajardo     | 0 - 3 | Indios de Mayagüez       | 20-25, 17-25, 19-25               |
| 13ª giornata - 3 dicembre 2016 Palacio de Recreación y Deportes, Mayagüez  | Indios de Mayagüez       | 3 - 1 | Patriotas de San Juan    | 23-25, 25-22, 25-22, 25-18        |
| 14ª giornata - 9 dicembre 2016 Coliseo Luis Aymat Cardona, San Sebastián   | Caribes de San Sebastián | 3 - 1 | Indios de Mayagüez       | 25-21, 18-25, 25-21, 25-23        |
| 15ª giornata - 11 dicembre 2016 Palacio de Recreación y Deportes, Mayagüez | Indios de Mayagüez       | 3 - 0 | Changos de Naranjito     | 25-22, 25-18, 25-21               |
| 16ª giornata - 16 dicembre 2016 Coliseo Carmen Zoraida Figueroa, Corozal   | Plataneros de Corozal    | 2 - 3 | Indios de Mayagüez       | 25-19, 27-25, 18-25, 15-25, 12-15 |
| 17ª giornata - 18 dicembre 2016 Palacio de Recreación y Deportes, Mayagüez | Indios de Mayagüez       | 3 - 2 | Caribes de San Sebastián | 21-25, 25-17, 19-25, 25-22, 15-13 |
| 18ª giornata - 22 dicembre 2016 Palacio de Recreación y Deportes, Mayagüez | Indios de Mayagüez       | 3 - 2 | Plataneros de Corozal    | 25-22, 30-28, 22-25, 19-25, 15-10 |
| 19ª giornata - 28 dicembre 2016 Palacio de Recreación y Deportes, Mayagüez | Indios de Mayagüez       | 3 - 1 | Changos de Naranjito     | 25-14, 19-25, 25-16, 25-22        |
| 20ª giornata - 30 dicembre 2016 Coliseo Gelito Ortega, Naranjito           | Changos de Naranjito     | 3 - 1 | Indios de Mayagüez       | 33-35, 25-16, 26-24, 25-23        |

#### Play-off
| Quarti di finale (gara 1) - 2 gennaio 2017 Palacio de Recreación y Deportes, Mayagüez | Indios de Mayagüez       | 3 - 2 | Caribes de San Sebastián | 25-23, 20-25, 25-21, 17-25, 15-11 |
| Quarti di finale (gara 2) - 3 gennaio 2017 Coliseo Carmen Zoraida Figueroa, Corozal   | Plataneros de Corozal    | 1 - 3 | Indios de Mayagüez       | 30-28, 24-26, 19-25, 18-25        |
| Quarti di finale (gara 4) - 8 gennaio 2017 Coliseo Luis Aymat Cardona, San Sebastián  | Caribes de San Sebastián | 3 - 1 | Indios de Mayagüez       | 39-37, 25-20, 23-25, 25-21        |
| Quarti di finale (gara 5) - 9 gennaio 2017 Palacio de Recreación y Deportes, Mayagüez | Indios de Mayagüez       | 3 - 0 | Plataneros de Corozal    | 25-21, 28-26, 25-10               |
| Semifinali (gara 1) - 14 gennaio 2017 Palacio de Recreación y Deportes, Mayagüez      | Indios de Mayagüez       | 1 - 3 | Mets de Guaynabo         | 20-25, 25-16, 22-25, 21-25        |
| Semifinali (gara 2) - 16 gennaio 2017 Coliseo Mario Morales, Guaynabo                 | Mets de Guaynabo         | 3 - 0 | Indios de Mayagüez       | 27-25, 25-16, 25-22               |
| Semifinali (gara 3) - 18 gennaio 2017 Palacio de Recreación y Deportes, Mayagüez      | Indios de Mayagüez       | 3 - 1 | Mets de Guaynabo         | 25-19, 25-20, 19-25, 25-22        |
| Semifinali (gara 4) - 20 gennaio 2017 Coliseo Mario Morales, Guaynabo                 | Mets de Guaynabo         | 3 - 2 | Indios de Mayagüez       | 21-25, 22-25, 25-21, 25-20, 17-15 |
| Semifinali (gara 5) - 22 gennaio 2017 Palacio de Recreación y Deportes, Mayagüez      | Indios de Mayagüez       | 2 - 3 | Mets de Guaynabo         | 25-23, 27-29, 25-22, 17-25, 12-15 |

## Statistiche

### Statistiche di squadra
| Competizione | Punti | In casa | In casa | In casa | In trasferta | In trasferta | In trasferta | Totale | Totale | Totale |
| Competizione | Punti | G       | V       | P       | G            | V            | P            | G      | V      | P      |
| ------------ | ----- | ------- | ------- | ------- | ------------ | ------------ | ------------ | ------ | ------ | ------ |
| LVSM         | 44    | 15      | 12      | 3       | 14           | 8            | 6            | 29     | 20     | 9      |
| Totale       | -     | 15      | 12      | 3       | 14           | 8            | 6            | 29     | 20     | 9      |

G = partite giocate; V = partite vinte; P = partite perse